# Holzweiler (Erkelenz)
Holzweiler ist ein Dorf im östlichen Gebiet der Stadt Erkelenz (Kreis Heinsberg). Seit 1972 bildet es einen Stadtteil von Erkelenz. Da hier mehrere Seilereien existierten, wird Holzweiler auch Seilerdorf genannt. Das Dorf lag im geplanten Abbaugebiet des Braunkohletagebaus Garzweiler II und sollte deshalb umgesiedelt werden. Nach einer Entscheidung der nordrhein-westfälischen Landesregierung vom 28. März 2014 wurde der Abbaubereich deutlich verkleinert und Holzweiler somit erhalten.
Zu dem Dorf gehören auch drei einzelliegende denkmalgeschützte Höfe, der Roitzerhof, der Eggeratherhof und der Weyerhof.

## Geographie

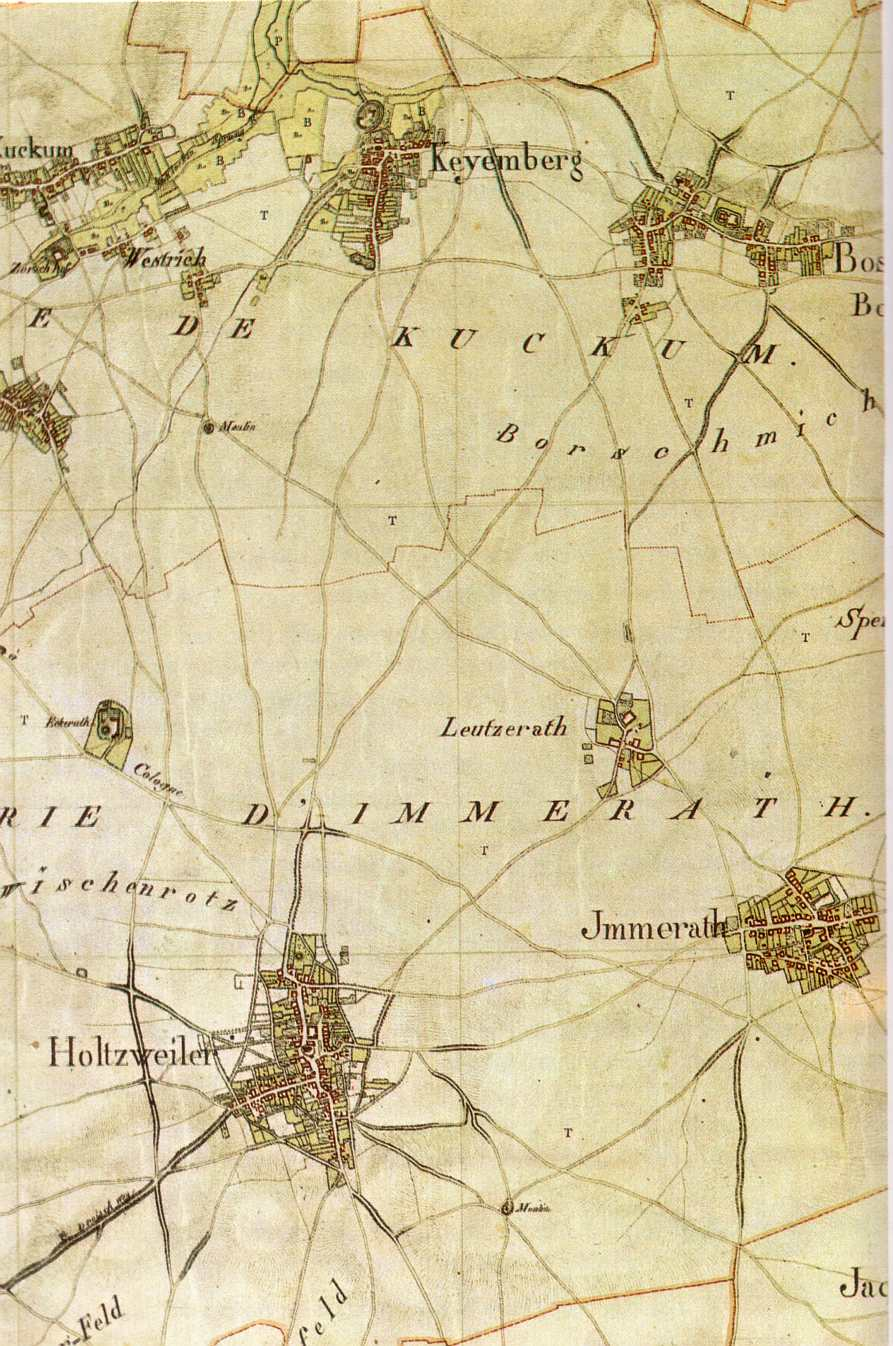
Holzweiler und Umgebung, 1806

Das Dorf liegt in der fruchtbaren Erkelenzer Börde, einer Landschaft die vom Lössboden geprägt ist. Das Relief ist eben, im Süden wellig. Das Gelände steigt von Nordwesten nach Südosten an.
Die Dorfgemarkung ist 1047 ha groß. Um das Dorf führt im Westen und Süden eine Umgehungsstraße, die L19, die Erkelenz mit der Autobahnanschlussstelle Jackerath verbindet.

### Lage
Die drei Einzelhöfe liegen im Nordwesten der Ortschaft. Nördlich von Holzweiler liegen Berverath, Unterwestrich und Oberwestrich, die Westricher Mühle und Keyenberg. Im Nordosten der Weiler Lützerath und im Osten Immerath. Im Süden beginnt die Gemeinde Titz (Kreis Düren), hier liegt südöstlich Jackerath und südlich befinden sich der Weiler Dackweiler und einige einzelliegende Höfe. Im Westen liegen der Hauerhof, der Eichhof sowie Katzem.

### Ortsnamen
Das Dorf gehört zur Gruppe der Orte auf -weiler. Der Ortsname bedeutet Siedlung im oder am Wald.

### Dorfform
Holzweiler ist ein mehrzeiliges Straßendorf.

### Geologie

#### Sand und Kies
Die quartäre Rhein-Maas-Hauptterrasse mit ihren Sanden und Kiesen liegt unter dem Lössboden und besitzt eine Mächtigkeit von ca. 20–40 m.
Westlich des Dorfes werden diese Rohstoffe in einer Grube gewonnen.

#### Braunkohle
In der Tiefe lagern drei tertiäre Braunkohleflöze: das Flöz Garzweiler, das Flöz Frimmersdorf und das Flöz Morken.
Im Untergrund verläuft der Holzweiler Sprung, eine tektonische Verwerfung. Im Süden beginnt der geologische Jackerather Horst.

## Geschichte

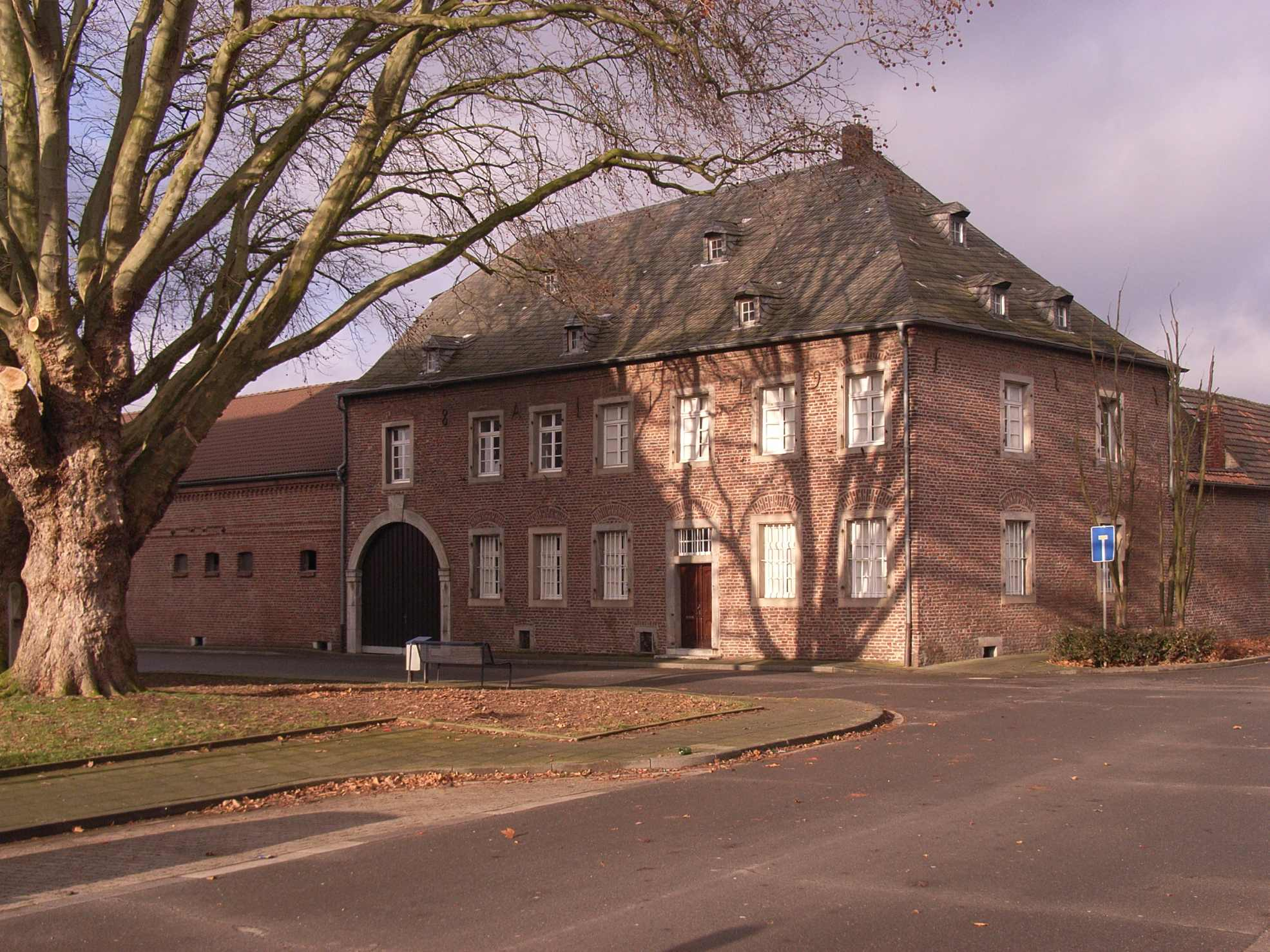
Holzweiler Hof

Das Dorf wurde zur Zeit der Merowinger gegründet, in der Zeit der Landnahme und frühen Ausbauzeit. Diese endete im frühen 9. Jahrhundert.
Im Jahre 898 schenkte König Zwentibold von Lothringen dem Frauenstift Essen Holtvilare. Über 900 Jahre übte seitdem das Stift die Grundherrschaft aus, bis um 1802 die Franzosen die Stifte und Klöster säkularisierten.
Im Mittelalter und in der Frühen Neuzeit gehörte Holzweiler zum Amt Kaster im Herzogtum Jülich. Das Dorf bildete einen Gerichtsbezirk (Dingstuhl) für die Orte Immerath, Pesch, Spenrath, Lützerath und die Feldhöfe.
1816 wurde der Ort der Bürgermeisterei Immerath zugeschlagen, 1847 wurde Holzweiler Einzelgemeinde (Spezialgemeinde), verblieb aber in der Sammtgemeinde Immerath.
1938 wurden die Bürgermeistereien Immerath und Keyenberg zu dem neuen Amt Holzweiler zusammengelegt. 1972 wurde das Amt aufgelöst und die Gemeinden Teil der Stadt Erkelenz.
1844 erfolgte der Neubau einer Schule.
1856 wurde die „Communal-Chaussee“ zwischen Erkelenz und Jackerath fertiggestellt.
1879 gründete Adam Hurtz eine Schmiede. Hieraus entwickelte sich später eine kleine Landmaschinenwerkstatt. Nach dem Zweiten Weltkrieg entwickelte diese einen Bunkerköpfroder für Zuckerrüben. 1963 wurde der Betrieb eingestellt.
1891 Die Windmühle brennt ab und wird auf neuer Stelle bei Immerath erbaut.
1896 erfolgte die Gründung der Molkerei-Genossenschaft Holzweiler, sie bestand bis 1968.
1909 Das Dorf wird an das Stromnetz angeschlossen.
1920 Die „Krautfabrik“ für Rüben- und Apfelkraut wird gegründet, sie wurde 1961 geschlossen.
1918 gründete Wilhelm von Gehlen an der Erkelenzer Landstraße eine Seilerei. Um 1920 kam es dann in den schon bestehenden Gebäuden der Seilerei, durch Münker aus Jülich und Moll aus Titz, zur Gründung einer Krautfabrik.  In den ersten Jahren produzierte die Firma vor allem Rübenkraut, in kleinen Mengen auch Apfelkraut und Rapsöl. 1924 firmierte das Unternehmen als Oel- und Krautfabrik G.m.b.H. Krautfabrik Vaasen & Co. K.G., Persönlich haftender Gesellschafter war Mathias Vaasen. 1949 firmierte die Krautfabrik, als 'Vaasen & Co.', Inhaber war damals Friedrich Springob.
Am 27. Februar 1945 nahmen während der Operation Grenade amerikanischen Soldaten vom 2. Bataillon des 175. Regiments der 29. US-Infanterie Division der 9. US-Armee das Dorf ein.
Am 1. Januar 1972 wurde Holzweiler nach Erkelenz eingemeindet.

### Bevölkerungsentwicklung
| Jahr      | 1885 | 1925 | 1933 | 1939 | 1961 | 1970 | 2008 | 2010 | 2012 | 2014 | 2016 | 2018 | 2020 | 2022 |
| --------- | ---- | ---- | ---- | ---- | ---- | ---- | ---- | ---- | ---- | ---- | ---- | ---- | ---- | ---- |
| Einwohner | 1319 | 1124 | 1157 | 1152 | 1429 | 1395 | 1551 | 1533 | 1520 | 1493 | 1460 | 1433 | 1386 | 1426 |

Bei den Angaben zu den Jahren 1961 und 1970 handelt es sich um Volkszählungsergebnisse.
Quelle: 

### Die Feldhöfe

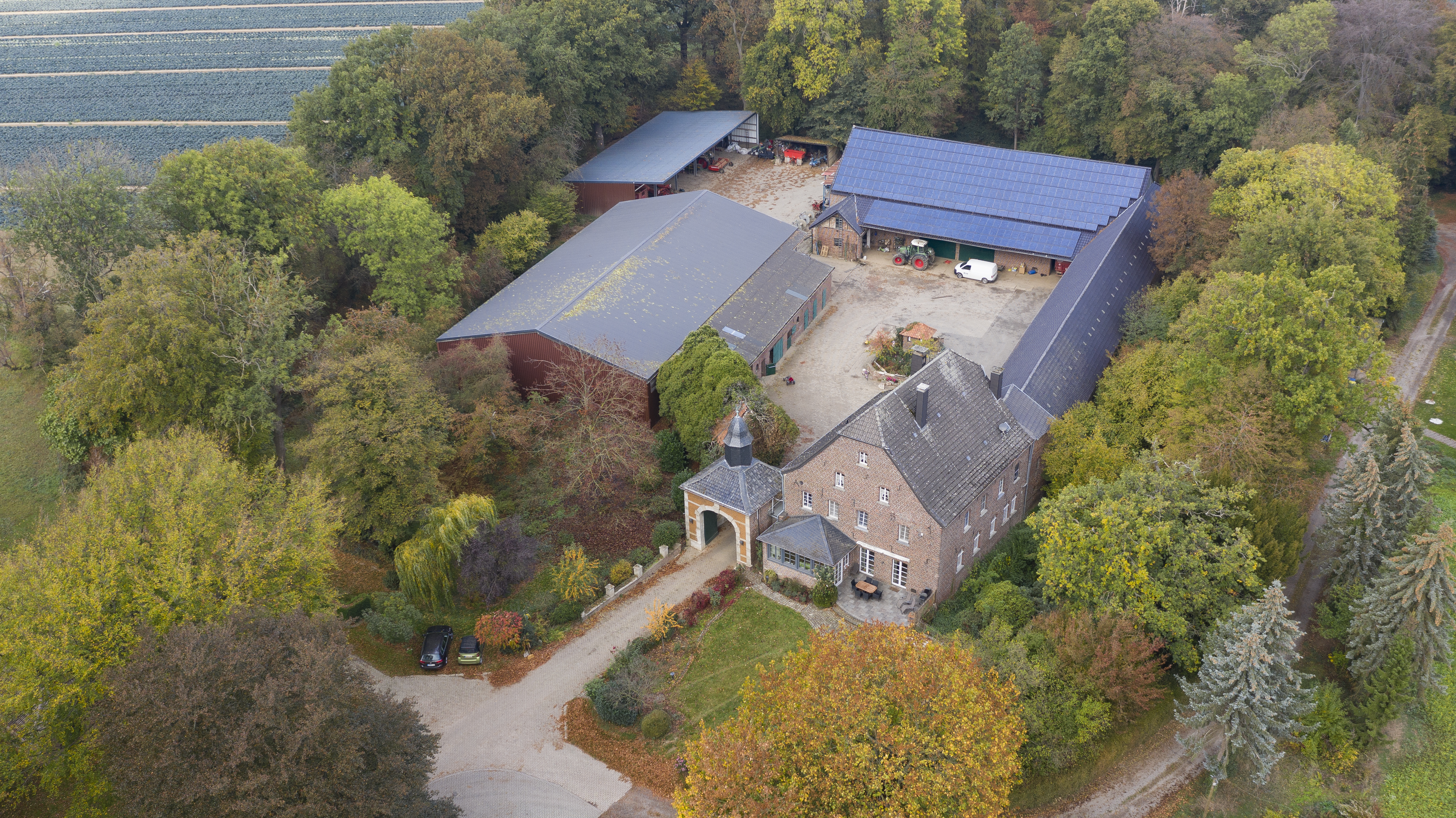
Eggerather Hof

Der Eggerather Hof wurde erstmals 1197 urkundlich als Eckenrode erwähnt und steht unter Denkmalschutz. Vermutlich handelte es sich damals um einen Weiler, wird er doch als uilla (villa=Dorf) bezeichnet. Im 14. Jahrhundert nannte sich ein Adelsgeschlecht nach dem Hof. Verschiedene Adelsfamilien waren im Laufe der Jahrhunderte Eigentümer des Hofes. Im 18. Jahrhundert wurde er als Rittersitz aufgeführt. Im 19. Jahrhundert gelangte der Hof in bürgerlichem Besitz.
Der Roitzer Hof erscheint als Roydholdts in einer Urkunde von 1341. 1470 ist es ein freies Rittergut, 1520 wird es Roytz genannt. Auch dieser Hof war in adeligem Besitz. 1823 wurde der Hof vom preußischen König zum Rittersitz erklärt. 1850 wurde der Hof an einen Bürgerlichen verkauft.
Der Weyerhof ist der jüngste der drei Höfe. In einem Weistum, geschrieben um 1550, taucht der Name Weyers auf. Im Gegensatz du den ersten beiden Höfen ist hier die Abfolge der Eigentümer nicht bekannt. 1746 gehörte er einer bürgerlichen Familie.
Alle drei Höfe wurden jahrhundertelang von Halfen bewirtschaftet.

### Religion

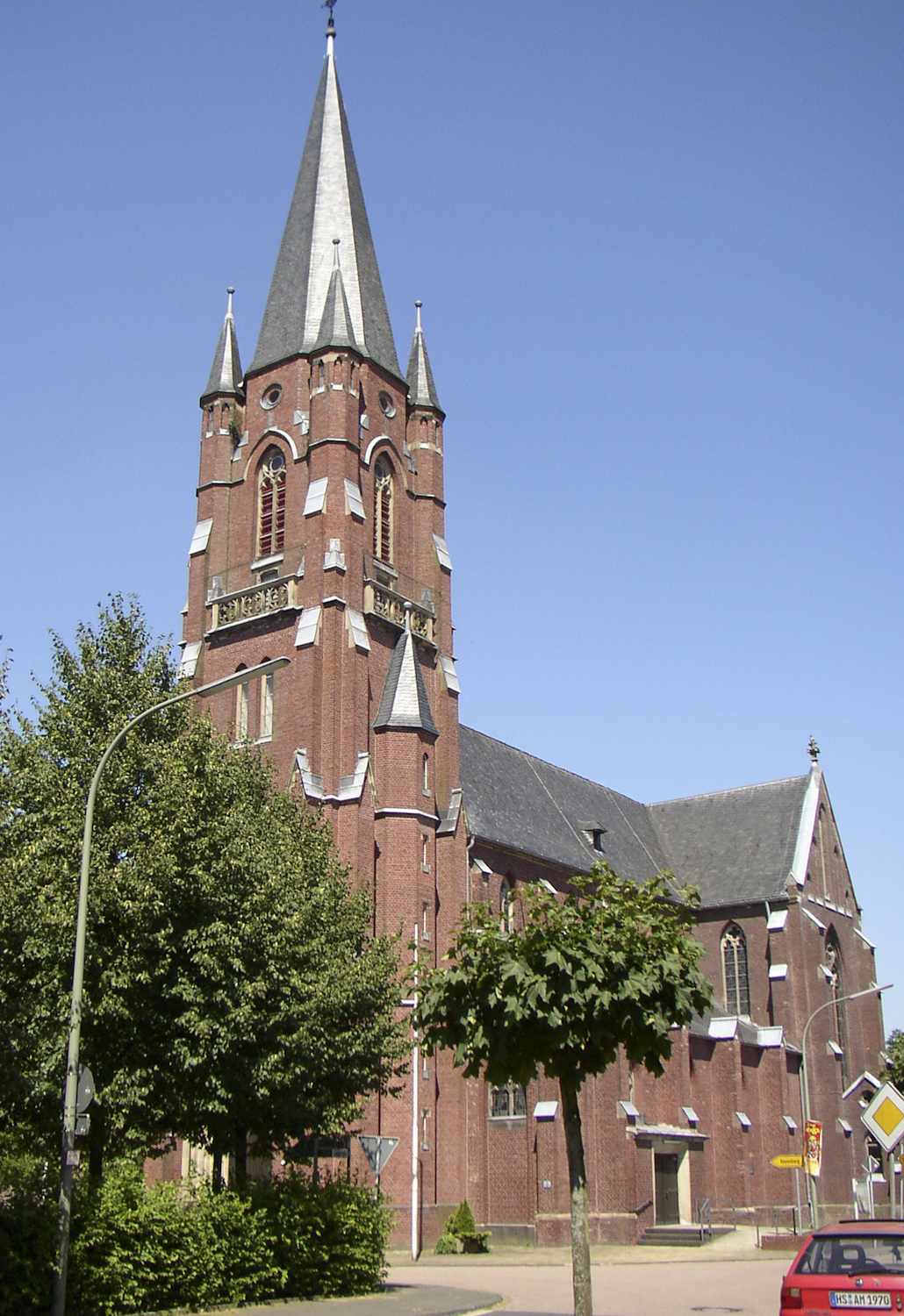
Blick auf die Kirche

Die Bevölkerung ist mehrheitlich katholisch. Die katholische Kirche hat das Patrozinium der Hl. Cosmas und Damian. Nachdem die mittelalterliche Kirche abgerissen wurde, weihte man 1861 die neue Kirche ein. Der Kirchturm wurde zwischen 1914 und 1923 errichtet. Am 1. Januar 2010 wurde die Kirchengemeinde mit zehn anderen Kirchengemeinden zur Pfarrgemeinde St. Maria und Elisabeth Erkelenz zusammengeschlossen.
Die gotische Gasthauskapelle, die Kapelle des Hospitals, wurde im 19. Jahrhundert zu einem Schulgebäude umgebaut und später Wohnhaus.
Von 1890 bis 1960 lebten Ordensschwestern aus der Genossenschaft der Franziskanerinnen aus Olpe im schon 1870 neuerbauten Kloster Maria Hilf. Die kleine Gemeinschaft widmete sich der Krankenpflege und dem Kindergarten.
Holzweiler liegt im Gebiet der evangelischen Gemeinde Lövenich.

## Infrastruktur
In Holzweiler besteht ein Pfarrheim und ein Kindergarten. Die Feuerwehr Stadt Erkelenz ist durch die Löscheinheit Holzweiler vertreten. Außerdem existiert eine Polizeistation in einem Bereich des Erdgeschosses der alten Schule, die zu bestimmten Zeiten in der Woche besetzt ist. Des Weiteren ist in der alten Schule auch der DRK O.V. Holzweiler vorzufinden.
- Tankstelle
- Gasthaus mit Kegelbahn
- Küchenstudio
- Veranstaltungssaal
- Turnhalle
- Alte Schule mit Gemeinschafts- und Vereinsräumen

## Verkehr
Die AVV-Buslinien EK1 und EK3 der WestVerkehr verbinden Holzweiler wochentags mit Erkelenz, Keyenberg und Kückhoven.
Zudem verkehrt der Multi-Bus seit dem 9. Juni 2024 kreisweit erweitert und zu einheitlichen Bedienzeiten. Mehr Informationen gibt es bei WestVerkehr.
| Linie | Verlauf |
| ----- | --- |
| EK1   | (Erkelenz ZOB →) Erkelenz Bf → Wockerath → Terheeg → Venrath → Kuckum → (Berverath →) Unterwestrich → Abzw. Oberwestrich → Keyenberg → Holzweiler → Kückhoven → Immerath (neu) → Bellinghoven → Erkelenz Bf (→ Erkelenz ZOB) |
| EK3   | (Erkelenz ZOB →) Erkelenz Bf → Bellinghoven → Immerath (neu) → Kückhoven → Holzweiler → Kückhoven → Immerath (neu) → Bellinghoven → Erkelenz Bf (→ Erkelenz ZOB)                                                             |

## Kultur und Sehenswürdigkeiten

### Regelmäßige Veranstaltungen
- Neujahrsball der Löscheinheit Holzweiler
- Kinderkarnevalssitzung der Dorfgemeinschaft Holzweiler
- Frauensitzung der Dorfgemeinschaft Holzweiler
- Karnevalssitzung der Dorfgemeinschaft Holzweiler
- Rosenmontags-Umzug
- Tanz in den Mai der Dorfgemeinschaft Holzweiler
- Schützenfest der St. Sebastianus Schützenbruderschaft Holzweiler
- Künstlermarkt im Pfarrheim
- Sommerfest der Jugendabteilung des SV Holzweiler
- St.-Martins-Umzug mit Martinsfeuer und Abschlussfeierlichkeiten auf dem alten Schulhof
- Oktoberfest Holzweiler

### Sehenswürdigkeiten
- Das spätgotische Hagelkreuz aus Drachenfelstrachyt, Höhe sieben Meter
- Die neugotische Pfarrkirche St. Cosmas und Damian
- Das Kriegerdenkmal auf dem Holzweilermarkt
- Die Fußfälle
- Alte Bauernhöfe, darunter der Holzweiler Hof am Markt mit Wohngebäude von 1729. Seit 1772 war u. a. dem Freiherren Friedrich von Diergardt zeitweiliger Besitzer des Anwesens.

### Dauerausstellung
- Heimatfenster (in der alten Schule)

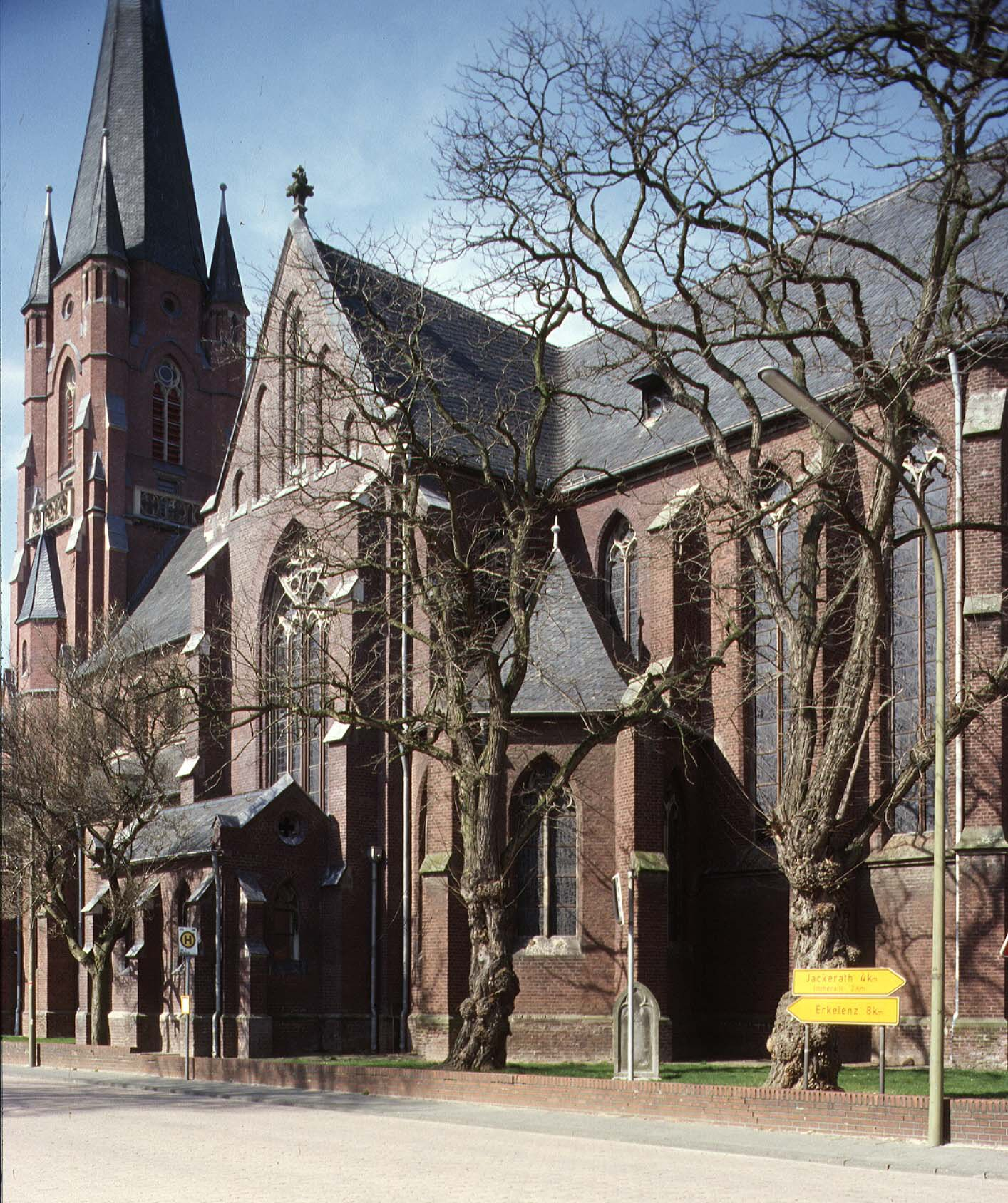
Kath. Pfarrkirche St. Cosmas und Damian
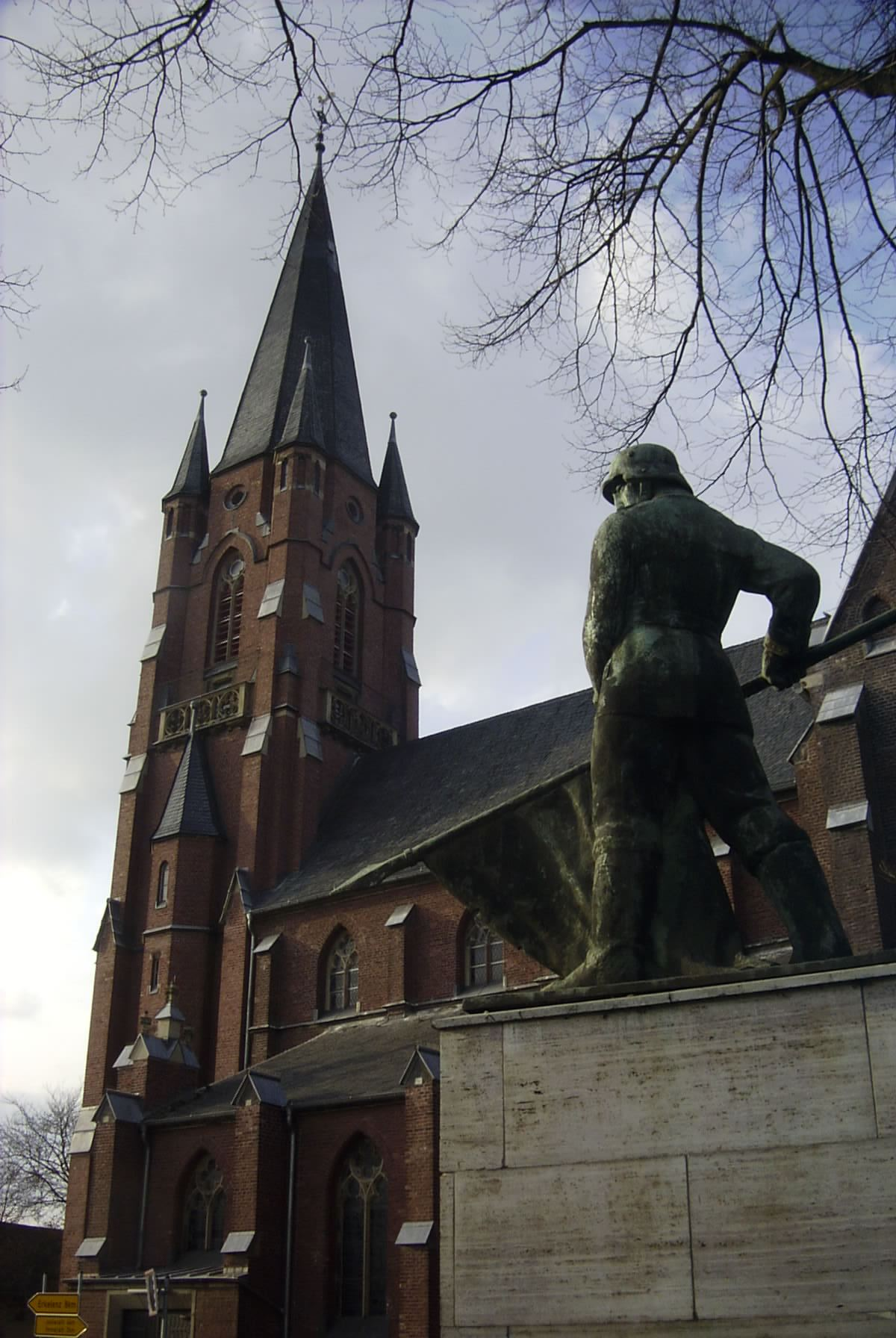
Das Kriegerdenkmal 1914–18 neben der Kirche
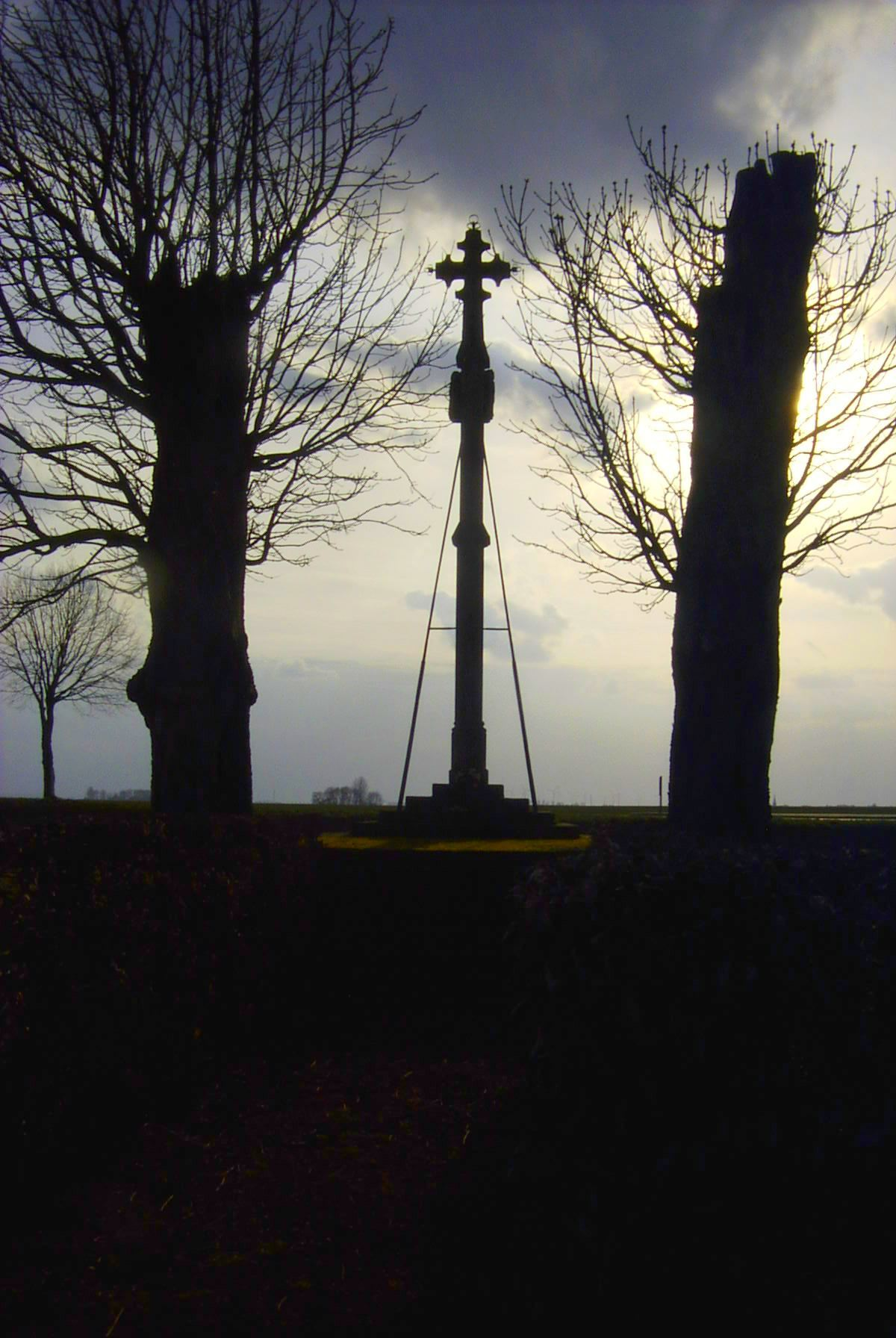
Das Hagelkreuz bei Holzweiler

## Söhne und Töchter des Ortes
- Johann Hubert Schlick (1830–1896), deutscher Gutsbesitzer und Politiker